# Leon Ludwik Sapieha
Pour les articles homonymes, voir Leon Sapieha et Sapieha.
Leon Ludwik Sapieha (né le 18 septembre 1803 à Varsovie – mort le 11 septembre 1878 à Krasiczyn, prince polonais de la famille Sapieha, maréchal de la diète de Galicie.

## Biographie
Leon Sapieha est le fils d'Aleksander Antoni Sapieha et de Anna Jadwiga Zamoyska.
Il naît et fait ses études à Varsovie, puis étudie le droit et l'économie à Paris et à Edimbourg de 1820 à 1824. Il entre dans l'administration du royaume du Congrès.
Après l'insurrection de novembre 1830, il participe aux missions diplomatiques du gouvernement national polonais en France et en Grande-Bretagne. Il rentre ensuite en Pologne pour participer à l'insurrection en tant que capitaine d'artillerie. Il sert notamment dans la défense de Varsovie les 6 et 7 septembre. Il reçoit pour cela l'ordre militaire de Virtuti Militari. Après l'effondrement de l'insurrection, il s'installe en Galicie, alors partie de l'empire d'Autriche. En 1835, les autorités russes confisquent ses biens dans le royaume du Congrès pour le punir de sa participation à l'insurrection.
Il est membre des cercles du mouvement national et a des contacts avec l'hôtel Lambert. Il est membre de la Diète de la Galicie (en) (province austro-hongroise), membre du Conseil d'État autrichien et membre de la Herrenhaus impériale en 1861. En 1863, il ne participe pas au Soulèvement de janvier dans la Pologne occupée par la Russie, mais y contribue financièrement. Il est maréchal de la Diète de 1861 à 1875. Il se retire de la vie politique en 1875.
Au cours de sa carrière, il consacre beaucoup d'énergie à militer pour le développement des chemins de fer en Galicie, estimant que cela est la clé du développement de la région et de ses habitants, pour la plupart polonais. En 1858, après des années de lutte pour obtenir le soutien de Vienne, il peut démarrer la construction de la ligne de chemin de fer Carl Ludwig reliant Cracovie à Lviv et Brody et la Galicie au reste de l'Europe.

## Mariage et descendance
Le 9 décembre 1825, Leon Sapieha épouse Jadwiga Klementyna Zamoyski (pl) (1806-1890), fille de Stanisław Kostka Zamoyski (pl). Ils ont pour enfants:
- Cecylia Celestyna
- Adam Stanisław (1828-1903)
- Jadwiga
- Maria Zofia
- Włodzimierz
- Zofia
- Leon
- Teresa
- Władysław

## Sources
- Notices d'autorité :   - VIAF
  - ISNI
  - IdRef
  - LCCN
  - GND
  - Pologne
  - NUKAT
  - WorldCat

- (en) Cet article est partiellement ou en totalité issu de l’article de Wikipédia en anglais intitulé « Leon Sapieha » (voir la liste des auteurs).

- (pl) Cet article est partiellement ou en totalité issu de l’article de Wikipédia en polonais intitulé « Leon Ludwik Sapieha » (voir la liste des auteurs).